# Ван дер Вестхёйзен, Йост
Йост Хейстек ван дер Вестхёйзен (африк. Joost Heystek van der Westhuizen; 20 февраля 1971, Претория — 6 февраля 2017, Йоханнесбург) — южноафриканский профессиональный регбист, выступавший на позиции скрам-хава. Выступал на клубном уровне за команды «Буллз» в Супер 12 и «Блю Буллз» в Кубке Карри, выиграв с последней командой Кубок Карри в 1998 и 2002 годах. В составе сборной ЮАР трижды участвовал в чемпионатах мира 1995, 1999 и 2003 годов, выиграв с ней домашнее первенство в 1995 году, а также первый розыгрыш Кубка трёх наций в 1998 году. Член Международного регбийного зала славы и Зала славы World Rugby.
За сборную ЮАР ван дер Вестхёйзен сыграл 89 официальных матчей, набрав 190 очков благодаря 38 занесённым попыткам. В десяти матчах он выводил команду в качестве капитана. В ЮАР он считается лучшим скрам-хавом в истории национального регби. В 2011 году у ван дер Вестхёйзена был диагностирован боковой амиотрофический склероз, из-за чего он позже оказался прикованным к коляске и почти утратил возможность говорить. Незадолго до своей смерти он основал благотворительный фонд J9, который собирает средства для помощи лицам, страдающим от этой болезни.

## Ранние годы
Йост ван дер Вестхёйзен родился в южноафриканском городе Претория 20 февраля 1971 года. Он учился в школе Ф. Х. Одендаля и Преторийском университете, окончив факультет экономики со степенью бакалавра. Играл за регбийную команду школы, в 1988 году дебютировал на турнире «Неделя Кравена», представлял юниорские команды Северного Трансвааля до 15, до 19 и до 20 лет. Также играл за молодёжную сборную ЮАР.

## Регбийная карьера
В 1993 году, уже после официального возвращения ЮАР в мировое регби после периода отсутствия, вызванного апартеидом, ван дер Вестхёйзен дебютировал во взрослых турнирах по регби. На протяжении всей своей игровой карьеры он выступал за франшизу «Буллз»: в 1993—2003 годах он играл за команду «Блю Буллз» из Северного Трансвааля в чемпионате южноафриканских провинций (Кубок Карри), в 1996—2003 годах выступал за клуб «Буллз» в Супер 12. Дебют Йоста в рядах сборной ЮАР состоялся 6 ноября 1993 года в Буэнос-Айресе против Аргентины во время турне «Спрингбоков» по Аргентине. В том же году Йост выступал на первом в истории чемпионате мира по регби-7 в Шотландии. Через год в тест-матче против Шотландии на «Маррифилде» он занёс две попытки.
В 1995 году сборная ЮАР не только дебютировала на чемпионатах мира, но и участвовала в нём на правах страны-хозяйки. В финале чемпионата южноафриканцы играли против Новой Зеландии, которая была фаворитом всего турнира: лидером команды новозеландцев был талантливый винг Джона Лому, способный совершить забег из глубины. Однако в финале Лому удалось выключить из игры: несколько раз ван дер Вестхёйзен спасал команду от попыток, захватывая Лому в зоне 22 метров и предотвращая атаки новозеландцев, что помогло ЮАР одержать победу в финале со счётом 15:12. Через два года Йост был капитаном сборной по регби-7 на чемпионате мира в Гонконге: команда дошла до финала, проиграв фиджийцам 21:24.
В 1998 году Йост ван дер Вестхёйзен принёс сборной ЮАР первую победу в Кубке трёх наций, а с клубом «Блю Буллз» в качестве капитана взял Кубок Карри. В 1999 году он впервые вывел «спрингбокс» на поле в качестве капитана, а его сборная в том году стала бронзовым призёром чемпионата мира в Уэльсе. После турнира выяснилось, что ван дер Вестхёйзен в одном из матчей серьёзно повредил связки на колене. Из-за серьёзных травм ему пришлось пропустить значительную часть трёх сезонов Супер 12 подряд: 1998, 1999 и 2000 годов.
В 2001 году Йост первым пробил отметку в 100 матчей за сборную ЮАР (с учётом нетестовых встреч). Валлийский клуб «Ньюпорт» предпринял в том же году попытку приобрести игрока, однако на родине на ван дер Вестхёйзена начали давить, предупреждая, что в случае его отъезда он лишится права вызываться в сборную, и в итоге сделку отменили. В 2003 году ван дер Вестхёйзен попал в заявку ЮАР на чемпионат мира, став первым в истории южноафриканцем, сыгравшим сразу на трёх чемпионатах мира: его команда в четвертьфинале попала на новозеландцев и проиграла им.
В ноябре 2003 года ван дер Вестхёйзен объявил о завершении карьеры в сборной: на этот момент он сыграл 111 матчей за сборную ЮАР, из которых 89 были тестовыми, набрал 190 очков в тестовых матчах, занеся рекордные 38 попыток, и в 10 тестовых матчах вывел команду на поле в ранге капитана. Рекорд по количеству матчей перебивали позже Перси Монтгомери, Виктор Мэтфилд и Джон Смит, а рекорд по попыткам позже повторил Брайан Хабана. Также ван дер Вестхёйзен стал первым и единственным регбистом — капитаном сборных ЮАР и по классическому регби-15, и по регби-7.
В том же 2003 году Йост ван дер Вестхёйзен стал экспертом на канале SuperSport. В 2007 году он был включён в Международный регбийный зал славы, а после его реструктуризации в 2015 году стал членом Зала славы World Rugby.

## Стиль игры
Ван дер Вестхёйзен выступал на позиции скрам-хава на протяжении всей своей карьеры, хотя при своём росте в 188 см и весе 92 кг был невероятно рослым для этой позиции. Йост был известен тем, что мог найти мельчайшую брешь в обороне противника и прорваться через эту брешь к зачётной зоне. Он обладал нацеленностью на движение вперёд и умел подключаться к атакам, действуя умело в обороне, а также играл с невероятной агрессивностью и бесстрашием, нередко бросаясь в самоотверженные захваты и помогая команде удерживать преимущество. Ван дер Вестхёйзен редко упускал соперника, если тот попадался в его захват, и обладал отменными цепкостью и ускорением. Его самоотверженная игра в обороне позволила ему создать репутацию регбиста, никогда не отступавшего и боровшегося до конца в каждом эпизоде.

## Статистика игр за сборную ЮАР

### Данные по тест-матчам
| Противник                    | И  | В  | Н | П  | Поп | О   | Процент побед |
| ---------------------------- | -- | -- | - | -- | --- | --- | ------------- |
| Австралия                    | 15 | 8  | 1 | 6  | 1   | 5   | 56.67         |
| Аргентина                    | 6  | 6  | 0 | 0  | 4   | 20  | 100           |
| Англия                       | 11 | 5  | 0 | 6  | 4   | 20  | 45.45         |
| Британские и ирландские львы | 3  | 1  | 0 | 2  | 2   | 10  | 33.33         |
| Канада                       | 2  | 2  | 0 | 0  | 0   | 0   | 100           |
| Ирландия                     | 4  | 4  | 0 | 0  | 3   | 15  | 100           |
| Испания                      | 1  | 1  | 0 | 0  | 0   | 0   | 100           |
| Италия                       | 4  | 4  | 0 | 0  | 3   | 15  | 100           |
| Новая Зеландия               | 17 | 5  | 0 | 12 | 6   | 30  | 29.41         |
| Самоа                        | 3  | 3  | 0 | 0  | 0   | 0   | 100           |
| США                          | 1  | 1  | 0 | 0  | 0   | 0   | 100           |
| Тонга                        | 1  | 1  | 0 | 0  | 1   | 5   | 100           |
| Уругвай                      | 2  | 2  | 0 | 0  | 4   | 20  | 100           |
| Уэльс                        | 6  | 6  | 0 | 0  | 6   | 30  | 100           |
| Фиджи                        | 1  | 1  | 0 | 0  | 0   | 0   | 100           |
| Франция                      | 7  | 5  | 0 | 2  | 0   | 0   | 71.43         |
| Шотландия                    | 5  | 5  | 0 | 0  | 3   | 15  | 100           |
| Итого                        | 89 | 60 | 1 | 28 | 38  | 190 | 67.98         |

### Все тестовые попытки
Первыми в графе «Итог» идут очки сборной ЮАР.
| Попытки | Противник                    | Место                   | Стадион            | Турнир            | Дата            | Итог  |
| ------- | ---------------------------- | ----------------------- | ------------------ | ----------------- | --------------- | ----- |
| 1       | Аргентина                    | Буэнос-Айрес, Аргентина | Ферро Каррил Оэсте | Тест-матч в турне | 6 ноября 1993   | 29:26 |
| 1       | Аргентина                    | Буэнос-Айрес, Аргентина | Ферро Каррил Оэсте | Тест-матч в турне | 13 ноября 1993  | 52:23 |
| 1       | Аргентина                    | Йоханнесбург, ЮАР       | Эллис Парк         | Тест-матч в турне | 15 октября 1994 | 46:26 |
| 2       | Шотландия                    | Эдинбург, Шотландия     | Маррифилд          | Тест-матч в турне | 19 ноября 1994  | 34:10 |
| 1       | Англия                       | Лондон, Англия          | Туикенем           | Тест-матч         | 18 ноября 1995  | 24:14 |
| 1       | Новая Зеландия               | Претория, ЮАР           | Лофтус Версфельд   | Тест-матч в турне | 24 августа 1996 | 26:33 |
| 2       | Новая Зеландия               | Йоханнесбург, ЮАР       | Эллис Парк         | Тест-матч в турне | 31 августа 1996 | 32:22 |
| 1       | Аргентина                    | Буэнос-Айрес, Аргентина | Ферро Каррил Оэсте | Тест-матч в турне | 9 ноября 1996   | 46:15 |
| 3       | Уэльс                        | Кардифф, Уэльс          | Кардифф Армс Парк  | Тест-матч в турне | 15 декабря 1996 | 35:20 |
| 1       | Тонга                        | Кейптаун, ЮАР           | Ньюлендс           | Тест-матч в турне | 10 июня 1997    | 74:10 |
| 1       | Британские и ирландские львы | Дурбан, ЮАР             | Кингз Парк         | Тест-матч в турне | 28 июня 1997    | 15:18 |
| 1       | Британские и ирландские львы | Йоханнесбург, ЮАР       | Эллис Парк         | Тест-матч в турне | 5 июля 1997     | 35:16 |
| 1       | Новая Зеландия               | Окленд, Новая Зеландия  | Иден Парк          | Кубок трёх наций  | 9 августа 1997  | 35:55 |
| 1       | Ирландия                     | Претория, ЮАР           | Лофтус Версфельд   | Тест-матч в турне | 20 июня 1998    | 33:0  |
| 1       | Уэльс                        | Претория, ЮАР           | Лофтус Версфельд   | Тест-матч в турне | 27 июня 1998    | 96:13 |
| 1       | Англия                       | Кейптаун, ЮАР           | Ньюлендс           | Тест-матч в турне | 4 июля 1998     | 18:0  |
| 1       | Австралия                    | Перт, Австралия         | Субиако Овал       | Кубок трёх наций  | 18 июля 1998    | 14:13 |
| 1       | Новая Зеландия               | Дурбан, ЮАР             | Кингз Парк         | Кубок трёх наций  | 15 августа 1998 | 24:23 |
| 1       | Уэльс                        | Лондон, Англия          | Уэмбли             | Тест-матч в турне | 14 ноября 1998  | 28:20 |
| 1       | Шотландия                    | Эдинбург, Шотландия     | Маррифилд          | Тест-матч в турне | 21 ноября 1998  | 35:10 |
| 1       | Ирландия                     | Дублин, Ирландия        | Лэнсдаун Роуд      | Тест-матч в турне | 28 ноября 1998  | 27:13 |
| 1       | Новая Зеландия               | Претория, ЮАР           | Лофтус Версфельд   | Кубок трёх наций  | 7 августа 1999  | 18:34 |
| 1       | Шотландия                    | Эдинбург, Шотландия     | Маррифилд          | Чемпионат мира    | 3 октября 1999  | 46:29 |
| 1       | Уругвай                      | Глазго, Шотландия       | Хэмпден Парк       | Чемпионат мира    | 15 октября 1999 | 39:3  |
| 1       | Англия                       | Париж, Франция          | Стад де Франс      | Чемпионат мира    | 24 октября 1999 | 44:21 |
| 1       | Англия                       | Блумфонтейн, ЮАР        | Фри-Стейт          | Тест-матч в турне | 24 июня 2000    | 22:27 |
| 1       | Ирландия                     | Дублин, Ирландия        | Лэнсдаун Роуд      | Тест-матч в турне | 19 ноября 2000  | 28:18 |
| 1       | Уэльс                        | Кардифф, Уэльс          | Миллениум          | Тест-матч в турне | 26 ноября 2000  | 23:13 |
| 2       | Италия                       | Порт-Элизабет, ЮАР      | Бут Эразмус        | Тест-матч в турне | 30 июня 2001    | 60:14 |
| 1       | Италия                       | Генуя, Италия           | Луиджи Феррарис    | Тест-матч в турне | 17 ноября 2001  | 54:26 |
| 3       | Уругвай                      | Перт, Австралия         | Субиако Овал       | Чемпионат мира    | 11 октября 2003 | 72:6  |

### Матчи на чемпионатах мира
Чемпион      Серебряный призёр      Бронзовый призёр      Четвёртое место
| Номер | Дата            | Противник      | Место                      | Стадия            | Позиция   | Попытки | Итог  |
| ----- | --------------- | -------------- | -------------------------- | ----------------- | --------- | ------- | ----- |
| 1995  |                 |                |                            |                   |           |         |       |
| 1.    | 25 мая 1995     | Австралия      | Ньюлендс, Кейптаун         | Групповой этап    | Скрам-хав |         | 27:18 |
| 2.    | 3 июня 1995     | Канада         | Бут Эразмус, Порт-Элизабет | Групповой этап    | Запасной  |         | 20:0  |
| 3.    | 10 июня 1995    | Самоа          | Эллис Парк, Йоханнесбург   | Четвертьфинал     | Скрам-хав |         | 42:14 |
| 4.    | 17 июня 1995    | Франция        | Кингз Парк, Дурбан         | Полуфинал         | Скрам-хав |         | 19:15 |
| 5.    | 24 июня 1995    | Новая Зеландия | Эллис Парк, Йоханнесбург   | Финал             | Скрам-хав |         | 15:12 |
| 1999  |                 |                |                            |                   |           |         |       |
| 6.    | 3 октября 1999  | Шотландия      | Маррифилд, Эдинбург        | Групповой этап    | Скрам-хав | 1       | 46:29 |
| 7.    | 10 октября 1999 | Испания        | Маррифилд, Эдинбург        | Групповой этап    | Запасной  |         | 47:3  |
| 8.    | 15 октября 1999 | Уругвай        | Хэмпден Парк, Глазго       | Групповой этап    | Скрам-хав | 1       | 39:3  |
| 9.    | 24 октября 1999 | Англия         | Стад де Франс, Париж       | Четвертьфинал     | Скрам-хав | 1       | 44:21 |
| 10.   | 30 октября 1999 | Австралия      | Туикенем, Лондон           | Полуфинал         | Скрам-хав |         | 21:27 |
| 11.   | 4 ноября 1999   | Новая Зеландия | Миллениум, Кардифф         | Матч за 3-е место | Скрам-хав |         | 22:18 |
| 2003  |                 |                |                            |                   |           |         |       |
| 12.   | 11 октября 2003 | Уругвай        | Субиако Овал, Перт         | Групповой этап    | Скрам-хав | 3       | 72:6  |
| 13.   | 18 октября 2003 | Англия         | Субиако Овал, Перт         | Групповой этап    | Скрам-хав |         | 6:25  |
| 14.   | 1 ноября 2003   | Самоа          | Санкорп, Брисбен           | Групповой этап    | Скрам-хав |         | 60:10 |
| 15.   | 8 ноября 2003   | Новая Зеландия | Телстра-Доум, Мельбурн     | Четвертьфинал     | Скрам-хав |         | 9:29  |

## Личная жизнь
Первым браком Йост сочетался с женщиной по имени Марлен в 1995 году. В 2001 году он развёлся, женившись на певице и телеведущей Амор Виттон. У них родились сын Джордан и дочь Кайла.
В феврале 2009 года Йост стал фигурантом грандиозного скандала: газета Rapport и журнал Heat сообщили, что у них есть видеозапись, сделанная скрытой камерой, на которой Йост с некоей обнажённой блондинкой вынюхивал какую-то белую субстанцию со стола через свёрнутые в трубочку деньги. Ван дер Вестхёйзен отверг все обвинения в супружеской измене, заявив, что на видео изображён не он, однако телеканалы с помощью экспертов установили подлинность видеозаписи, а неизвестной блондинкой оказалась танцовщица ночного клуба Марилиз ван Эмменис (африк. Marilize van Emmenis), подтвердившая факт подобной встречи на допросе с применением детектора лжи. В итоге Амор развелась с Йостом, забрав с собой детей. В конце марта 2009 года Йоста уволили с телеканала SuperSport.
28 июня 2009 года ван дер Вестхёйзен был госпитализирован с подозрением на сердечный приступ, однако врачи не обнаружили никаких признаков приступа, списав всё на паническую атаку. 1 ноября того же года вышла автобиография регбиста под названием «Человек в зеркале» (африк. Spieëlbeeld), на презентации которой Йост признался в том, что действительно был изображён на скандальном видео, попросил прощения за ложь и поклялся больше не повторять подобных поступков. В августе 2013 года в телефонном интервью корреспонденту BBC Джеймсу Пикоку Йост сказал об инциденте следующее:

То, что я совершил, было против моих принципов — мою жизнь контролировал мой разум, и мне нужно было совершить ошибки, только чтобы понять, в чём суть всей жизни. Я нёсся по жизни на скорости в сотни миль в час. Я узнал, что есть множество вещей, которые мы воспринимаем как обыденное, и если ты их лишаешься, то познаёшь, что же это такое на самом деле. Но я знаю, что Бог присутствует в моей жизни, а с опытом ты всё же осознаёшь многое. Я могу теперь открыто говорить о сделанных мной ошибках, поскольку я знаю — моя вера не подведёт меня и не исчезнет. Только когда ты пройдёшь через то, что мне предстоит — тогда ты поймёшь, насколько щедра жизнь.
Оригинальный текст (англ.)What I did went against all my principles - my life was controlled by my mind and I had to make my mistakes to realise what life is all about, I led my life at a hundred miles an hour. I've learned that there are too many things that we take for granted in life and it's only when you lose them that you realise what it is all about. But I know that God is alive in my life and with experience you do learn. I can now talk openly about the mistakes I made because I know my faith won't give up and it won't diminish. It's only when you go through what I am going through that you understand that life is generous.

## Болезнь и смерть
В 2011 году в прессе появились сообщения, что ван дер Вестхёйзену поставили серьёзный диагноз — боковой амиотрофический склероз. В конце 2008 года Йост почувствовал слабость в своей правой руке, однако списал это на последствия старой регбийной травмы. Спустя несколько месяцев друг его семьи и личный врач доктор Келбрик заметил серьёзную слабость в правой руке и организовал срочное медицинское обследование: рука онемела, плохо реагировала и тормозила.
По итогам обследования врач констатировал, что ван дер Вестхёйзен проживёт от двух до пяти лет с таким диагнозом. В дальнейшем у Йоста стали проявляться слабость и сонливость, потеря контроля над своими эмоциями, утрата связности речи и даже неспособность самостоятельно принимать пищу. В августе 2013 года BBC Sport сообщил, что игрок оказался прикован к инвалидной коляске. Сам он объяснил репортёру Джеймсу Пикоку следующее:

Я осознаю, что каждый день может стать последним днём в моей жизни. С первого дня всё это подобно американским горкам, и я знаю, что сейчас нахожусь на смертном одре. У меня были свои успехи и неудачи, но не более того. Я искренне верю в то, что в моей жизни есть куда большее предназначение. И я очень позитивно настроен, я очень счастлив.
Оригинальный текст (англ.)I realise every day could be my last. It's been a rollercoaster from day one and I know I'm on a deathbed from now on. I've had my highs and I have had my lows, but no more. I'm a firm believer that there's a bigger purpose in my life and I am very positive, very happy.

В январе 2014 года Йост прибыл в США для того, чтобы помочь в опытах по изучению БАС, и отправился в Массачусетский главный госпиталь. Он посетил центр Элеанор и Лу Герига в Нью-Йорке, выразив надежду на открытие аналогичного центра в ЮАР. Им был основан фонд J9, призванный помогать исследователям этой болезни и всем, кто страдает от неё. Стараниями ван дер Вестхёйзена были открыты две клиники в ЮАР, а сам он проводил время со своими детьми, осознавая, что может не дожить до следующей встречи: на фоне этого с ним примирилась его бывшая супруга. За оставшееся время жизни игрока его фонд оплатил полностью лечение 50 человек, больных БАС. В 2015 году на телеканале DStv вышел документальный фильм Одетт Швеглер «Игра славы» (англ. Glory Game), в которой прослеживалась история борьбы ван дер Вестхёйзена с болезнью.
4 февраля 2017 года Йост ван дер Вестхёйзен был госпитализирован в госпиталь Форуэйс-Лайф (англ. Fourways Life Hospital) в Йоханнесбурге и направлен в отделение интенсивной терапии, где его подключили к аппарату искусственной вентиляции лёгких. Через двое суток, несмотря на усилия врачей, Йост скончался в возрасте 45 лет на руках у своей семьи. Прощание с игроком прошло 10 февраля на стадионе «Лофтус Версфельд» в Претории.